# Andrej Jakil
Andrej Jakil, slovenski poslovnež in industrialec, * 1858, Rupa, Avstrijsko cesarstvo, † 11. oktober 1926, Trst, Italija.

## Življenjepis
Rodil se je v Rupi pri Gorici očetu Jožefu in materi Mariji (rojena Goršič). Po končani osnovni šoli, se je izučil v strojarstvu in si uredil v Rupi usnjarsko delavnico, ki jo je 1883 razširil na strojni obrat, ki se je pozneje razvil v tovarno za strojenje kož.
Leta 1912 je v Karlovcu  kupil tovarno kož, jo reorganiziral in povečal. Po izbruhu prve svetovne vojne leta 1914 je bil kot oblastem sumljiv začasno interniran. Med vojno je bila tovarna v Rupi leta 1915 porušena. Z izkupičkom za material, surovine in izdelano blago, ki ga je rešil v Karlovec, pa je kupil pomembne nepremičnine v Ljubljani in Zagrebu ter leta 1917 premogovnik Krmelj v Šentjanžu na Dolenjskem, ki ga je precej povečal in posodobil.
Leta 1920 je ustanovil v Karlovcu tovarno za čevlje in strojarno razširil tudi na izdelovanje finega gornjega usnja; isto leto je vsa podjetja združil v delniški družbi in postal njen predsednik. Leta 1920 je kupil posestvo Boštanj na Savi in 1921 posestvo Radeče. Leta 1923 je obnovil tovarno v Rupi  in je kmalu zopet dosegla raven predvojne proizvodnje. Umrl je 11. oktobra 1926 v Trstu.